# Alois Grimm

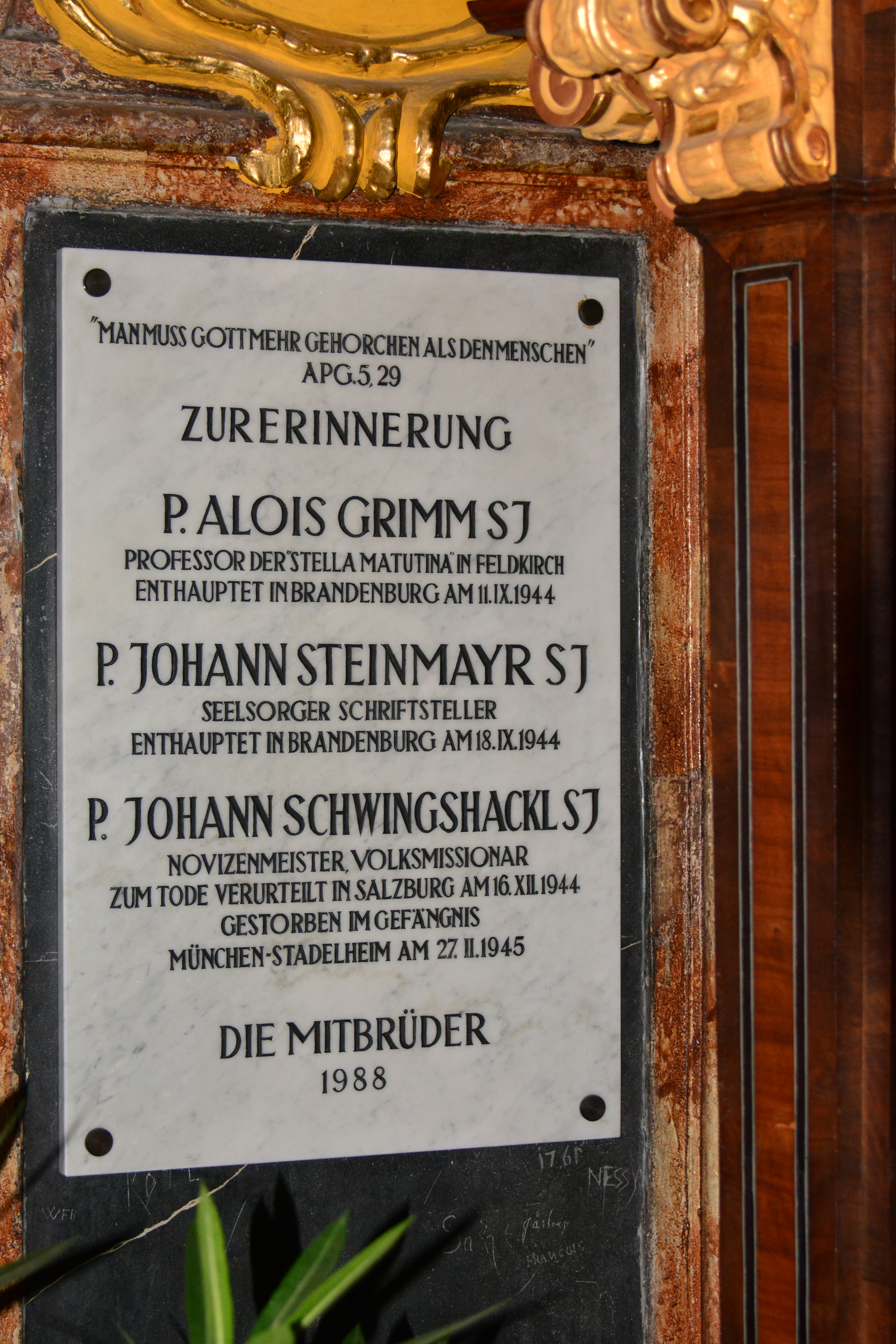
Gedenktafel in der Jesuitenkirche in Wien

Alois Grimm SJ (* 24. Oktober 1886 in Külsheim, Deutschland; † 11. September 1944 im Zuchthaus Brandenburg-Görden) war ein Jesuit, Theologe (Patrologie), Erzieher und  Widerstandskämpfer gegen den Nationalsozialismus, der denunziert und wegen Wehrkraftzersetzung zum Tod verurteilt wurde.

## Erzieher und Lehrer
Alois Grimm konnte sich nach dem Abitur am Gymnasium in Tauberbischofsheim zunächst nicht entscheiden, ob er Marine-Offiziersanwärter oder Priester werden solle. Er machte mit seinem Vetter Einkehrtage in Holland bei Jesuiten, die in Deutschland seit 1872 durch das Jesuitengesetz verboten waren. Im Herbst 1907 trat er in den Jesuitenorden ein. Seine philosophische und theologische Ausbildung wurde im Ersten Weltkrieg durch den Sanitätsdienst im Kriegslazarett unterbrochen. 1920 wurde er zum Priester geweiht. 1921 übernahm Grimm die deutschsprachige Auslandsseelsorge in Florenz. Von 1922 bis 1926 studierte er klassische Sprachen, Geschichte und Germanistik an den Universitäten Wien und Heidelberg. Ab 1926 unterrichtete er im Jesuitenkolleg Stella Matutina in Feldkirch und ab 1934 im Kolleg St. Blasien im Schwarzwald.

## Wissenschaftler
Als Patrologe und Forscher befasste sich Grimm mit Schriften der Kirchenväter. Unter anderem arbeitete er an einer textkritischen Ausgabe des Ambrosiaster für das Corpus scriptorum ecclesiasticorum latinorum (CSEL) in Wien. Der Ambrosiaster ist ein lateinischer Pauluskommentator des vierten Jahrhunderts, den es in vielen verschiedenen Handschriften mit abweichenden Texten gibt, und wurde Ambrosius von Mailand zugeschrieben. Grimms Forschungen hatten zum Ziel, den „Ur-Ambrosiaster“ durch Vergleiche der Handschriften, ihrer Herkunft, Autoren und mögliche Familiae („familiäre“ Verbindungen mit anderen Handschriften) wiederherzustellen, um so endlich einen Text mit dem ursprünglichen Inhalt, Editio Princeps, zu schaffen. Die Echtheit des Ambrosiasters war auch Gegenstand seiner Veröffentlichungen.

## Auseinandersetzung mit dem Nationalsozialismus
Grimm war mehr als Religions-, Lateinlehrer oder Wissenschaftler. Seine klaren Auseinandersetzungen mit nationalsozialistischem Denken aus christlicher Sicht fielen anderen auf. Ein weltlicher nationalsozialistischer Lehrer-Kollege äußerte: „Grimm hat sich in gemeiner Weise über den neuen Geist geäußert. Ich hoffe, dass ihm bald auf Jahre oder für immer das Handwerk gelegt wird.“ Grimm rechnete mit Spitzeln, hielt sich aber nicht mit seiner Meinung zurück: „Wenn mir etwas zustößt, wäre es für mich die größte Ehre, das größte Glück.“
Nach der Schließung des Kolleg St. Blasien durch die Nationalsozialisten ging Pater Grimm 1939 wieder nach Tisis, Österreich, wo er im Noviziat Latein unterrichtete und in der Pfarrseelsorge aushalf. 1943 bat ihn ein Gefreiter aus Berlin um Aufnahme in die Kirche. Er kam regelmäßig zum privaten Unterricht, ließ sein Kind von Pater Grimm taufen und brachte schließlich „seinen Freund“ ebenfalls mit zum Glaubensunterricht. Im Oktober 1943 wurde Pater Grimm von der Gestapo verhaftet und ins Gestapogebäude nach Innsbruck gebracht. Dort trat ihm zu seiner Überraschung dieser „Freund“ als Gestapobeamter gegenüber.

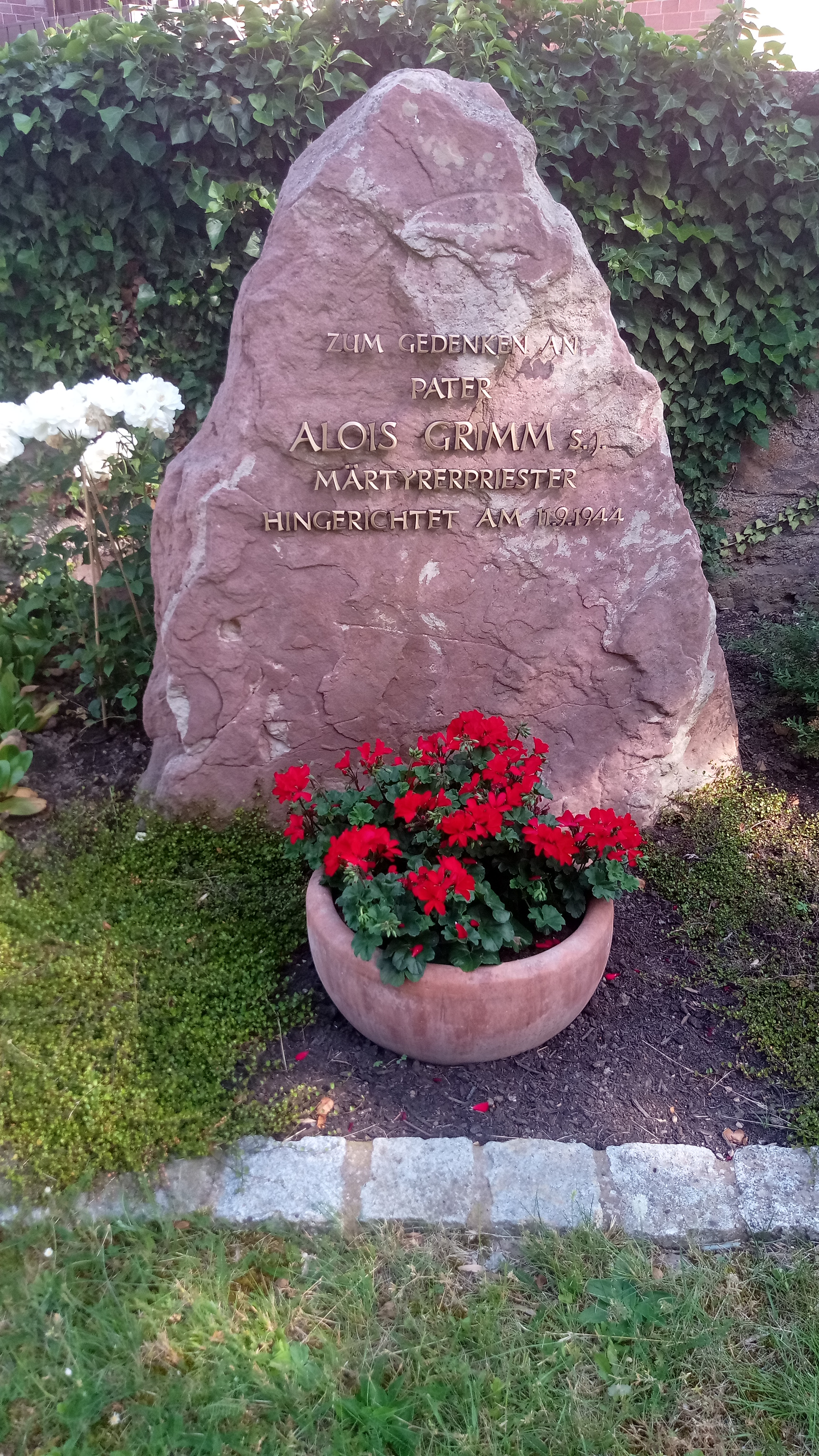
Gedenkstein für Alois Grimm in Külsheim

Pater Grimm wurde von der Gestapo verhört und misshandelt, nach Berlin gebracht, angeklagt und nach weiteren Misshandlungen am 12. August 1944 von Roland Freisler wegen Wehrkraftzersetzung in zwei Fällen sowie Defätismus zum Tode verurteilt und für ehrlos erklärt. Sein Verteidiger am Volksgerichtshof, Joachim Lingenberg, schrieb nach der Verhandlung: „Pater Grimms Verteidigung gehört zu den fürchterlichsten Erinnerungen meines Lebens. Es handelt sich um ein Stück historischer Wahrheit, die man festhalten sollte, vor allem in einer Zeit, die dazu neigt, das Geschehene zumindest in der Erinnerung zu bagatellisieren.“
Nach seiner Verurteilung schrieb Pater Grimm: „Die Stunde ist gekommen, ich rüste mich zur Heimkehr in die Ewigkeit. In einigen Stunden stehe ich vor meinem Richter, meinem Erlöser und Vater. Es ist so Gottes Wille, er geschehe in allem. [...] Trauert nicht über mich: Ich gehe heim. Ihr müsst noch ausharren. Ich gebe mein Leben für das Reich Gottes, das kein Ende kennt, für die Gesellschaft Jesu, für die Jugend, für die Religion unserer Heimat.“
Fünf Jahre nach der Vollstreckung des Todesurteils wurde die Urne im Kolleg St. Blasien beigesetzt.

## Zitate
„Nicht Barmherzigkeit und Mitleid, sondern Ehre fordert man heute. Wenn aber eine Forderung der Welt im Gegensatz steht zur Forderung Christi, dann ist die Forderung der Welt offensichtlich falsch. Vor der göttlichen Autorität Christi muss jede menschliche Autorität, auch die eines Volkes zurücktreten.“

„Das Leid nimmt zu, das Kreuz wird drückender, wie alle zu wissen scheinen. Aber der kreuztragende Christus ist unser Vorbild, unser Trost, ja unsere Freude. Und vor uns steht die lichtvolle Ewigkeit und der volle Sieg Jesu Christi des Königs, der in Wahrheit ewig herrscht. (1936).“

„Wir leben in einer schweren Zeit. Unsere Verantwortung vor Gott und den kommenden Jahrhunderten wird groß sein. Unser Arbeiten, Beten und Opfern muss dazu beitragen, dass die Gegenwart und die Zukunft Christus dem König gehören. Das ist eine schöne und große Aufgabe, die uns erfreuen und begeistern muss, trotz allen Leides. Für kleinliche Eifersüchteleien und Schmollereien ist jetzt keine Zeit. Es geht ums Ganze! (1937).“

## Ehrungen
Fünf Jahre nach seinem Tod wurde die Urne von P. Grimm dem Kolleg St. Blasien anvertraut. Rektor Otto Faller sagte bei der Beisetzung der Asche von P. Grimm:

„Lieber toter Freund, das sei unser Gelöbnis an Deiner stillen Gruft: Wir leben für das Reich Gottes, das kein Ende kennt, für die Gesellschaft Jesu, für die Jugend, für die Religion unserer Heimat. Leb wohl, sei nunmehr der Schutzgeist dieses Hauses und seiner sich fort und fort erneuernden Jugend. Bewahre uns mit Deinem Geist und bete für uns, dass wir unser Gelöbnis halten, immerdar. Ruhe im Frieden Gottes!“

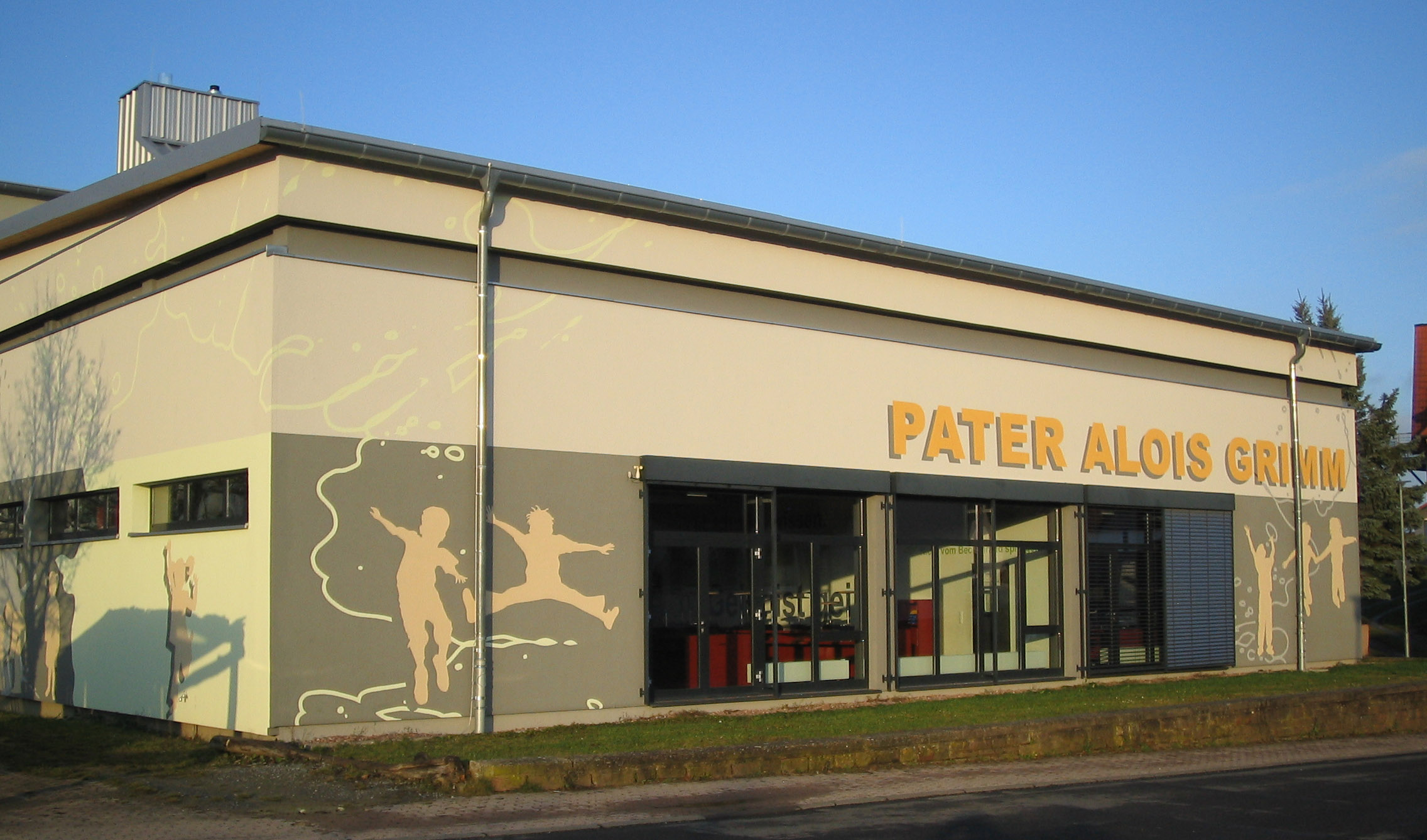
Pater-Alois-Grimm-Schule in Külsheim

Schulen, Gebäude und Straßen wurden nach Pater Alois Grimm benannt, so die Pater-Alois-Grimm-Schule in Külsheim und das Alois-Grimm-Haus in St. Blasien. In der Innsbrucker Jesuitenkirche und in Pullach gibt es Ehrentafeln mit seinem Namen. Seine wissenschaftliche Bibliothek befindet sich heute in der Hochschule für Philosophie in München.
Die katholische Kirche hat Alois Grimm als Glaubenszeugen in das deutsche Martyrologium des 20. Jahrhunderts aufgenommen.